# Durst AG
Durst Phototechnik S.p.A. è un'azienda tecnologica brissinese in Alto Adige, che produce nel mondo sistemi e tecnologie innovative per la riproduzione e l'elaborazione digitale di immagini, sia fotografiche che artistiche.
Ha altre sedi in Gran Bretagna, Francia, Germania, Austria e Stati Uniti. Nel 2004 il fatturato era di quasi € 50.000.000 ed un valore aggiunto di € 13 milioni. Questo è il risultato delle società controllate in Inghilterra e in Austria (2004: 30 milioni di €).

## Storia

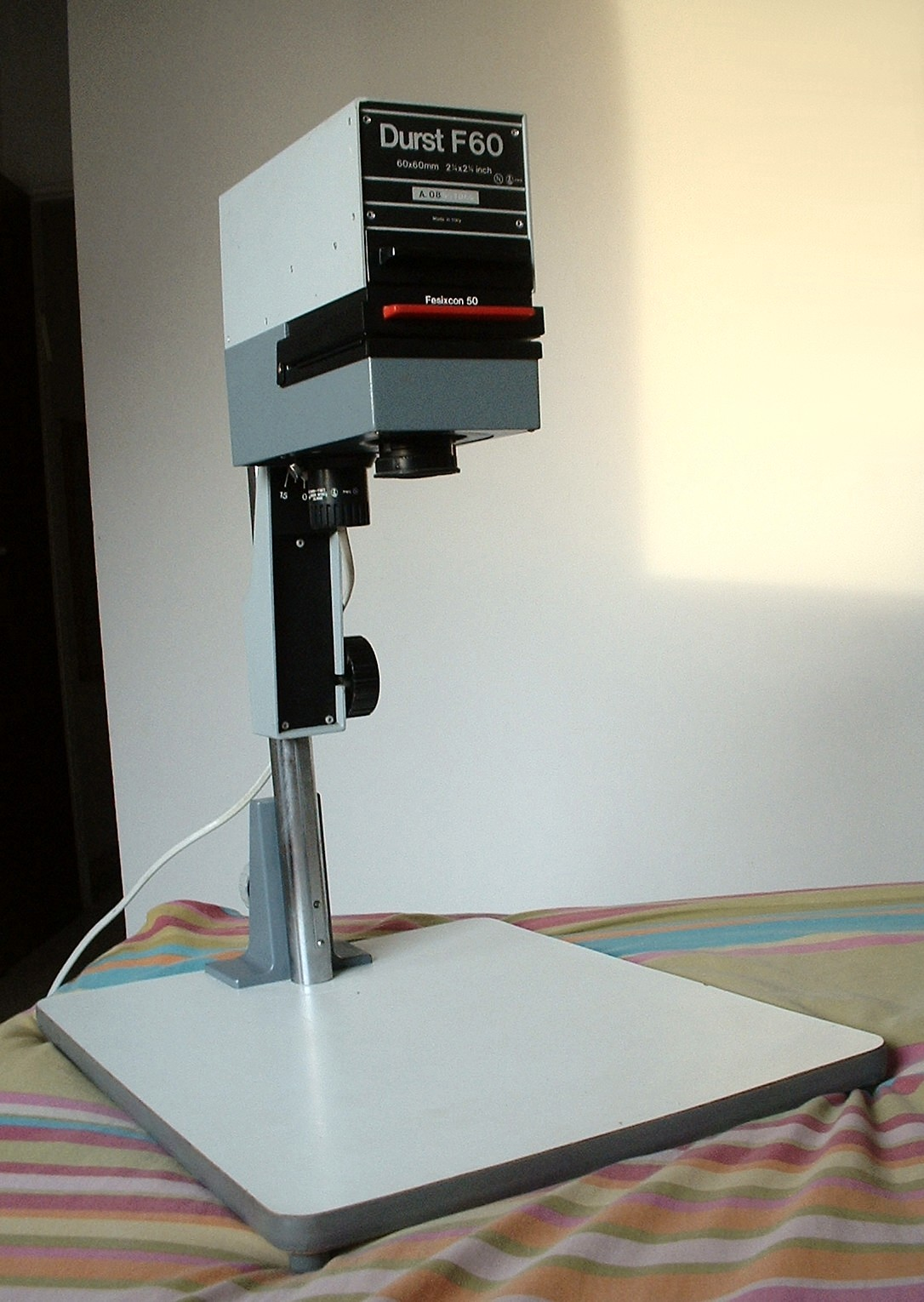
L'ingranditore per stampa fotografica Durst F60.

La storia dell'azienda nacque da un'idea dei fratelli brissinesi Julius e Gilbert Durst, nati da un padre pittore e da una madre, figlia di un ingegnere, che possedeva una camera oscura. Da qui la loro grande passione per la fotografia.
Julius (1909-1964) era dei due l'inventore, avendo studiato presso l'istituto tecnico di Costanza, mentre Gilbert era il manager. Fin da piccoli coltivarono l'hobby di costruire ed inventare diversi oggetti.
Una delle loro prime invenzioni fu una macchina per la produzione automatica di cartoline illustrate, nel 1930.
Dopo quattro anni dall'apertura dell'azienda (1929), si resero conto che avevano bisogno di un maggior capitale, e la nota azienda di articoli in pelle "Alois Oberrauch und Söhne" si dimostrò interessata. Dal 1933, le due aziende iniziarono a collaborare, fondando nel 1936 la Durst Phototechnik AG.
In seguito nacque il problema di trovare uno stabile, e fu deciso di affittare il vecchio stabile abbandonato della birreria Seidner a Bressanone.
Da allora l'azienda ha prodotto nuovi brevetti e nuove invenzioni, come la prima macchina fotografica Durst, il modello Gil del 1938, la Duca del 1946, fino al 1953, quando si aprì la prima casa di distribuzione, presso Monaco di Baviera in Germania, Deutsche Durst GmbH. Il noto designer Otl Aicher creò il logo dell'azienda, tuttora utilizzato. Con la Automatica, nel 1956 si concluse l'era delle macchine fotografiche. 
La produzione di maggior rileivo della Durst, ai tempi della fotografia su pellicola, è stata per molti anni quella degli ingranditori per la stampa delle fotografie. Settore nel quale si è distinta in tutto il mondo per l'ottima qualità e concorrenzialità della produzione. Dal piccolo F35 fino al complesso Color Laborator 138 la qualità era sempre costante, con l'uso di materiali pregiati e con l'attenta lavorazione delle parti, fino all'accurata rifinitura.
Nel 1960 si ha la morte del giovane Julius e il cambio di sede. Dopo il 1977 si ebbe la fondazione della Durst (UK) Ltd. presso Epsom in Inghilterra, nel 1976 Durst North America Inc. presso Tempe, in Arizona (USA), e nel 2005 in Messico.